# Hermenegildo Anglada Camarasa
Hermenegildo Anglada Camarasa (11. září 1871 Barcelona – 17. července 1959) byl katalánsko–španělský malíř.

## Život
Narodil se 11. září roku 1871 v Barceloně, kde i studoval. Jeho tvorbu v mládí značně ovlivnil jeho učitel Modest Urgell.
V roce 1894 se přestěhoval do Paříže, kde vystudoval na Julianovu akademie. Známý byl jeho osobitější styl s nočními a interiérovými náměty. Podobný styl používali i Edgar Degas a Henri de Toulouse-Lautrec. Jeho dílo se však vyznačovalo také intenzivními barvami, které předznamenaly nástup fauvismu. Jeho dekorativní styl, spojovaný s hnutím Vídeňské secese, bývá srovnáván s Gustavem Klimtem.
Zemřel 17. července roku 1959 ve městě Pollença na ostrově Mallorca. Jeho památku připomíná bronzová busta na „piniovém chodníku“ v Port de Pollença.